# Rio Deavoia
O Rio Deavoia é um rio da Romênia, afluente do Râul Alb, localizado no distrito de Caraş-Severin.